# Adam Sochor
Adam Sochor (* 23. prosince 2004) je český fotbalový záložník, hráč SFC Opava.

## Klubová kariéra
Sochor začal s fotbalem v Stěbořicích, ze kterých v roce 2016 odešel hrát za SFC.

### SFC Opava
V roce 2023 začal nastupovat v seniorských kategoriích. Sezonu 2023/24 odehrál celou v B-týmu. Premiéru v soutežním zápase v dresu prvního mužstva si připsal dne 25. srpna 2024 v ligovém zápase proti Táborsku, kdy ho trenér Zápotočný střídal v 81. minutě za Felixe Čejku. Zápas skončil výhrou Opavy 1:0. O týden později podepsal v SFC tříletou smlouvu.